# Proguanil
Proguanil, també conegut com a chlorguanida, és un medicament usat per tractar i prevenir la malària. Sovint es fa servir junt amb la cloroquina o atovaquone. Es pren via oral.
Deté la reproducció d'esporozoits, especialment de Plasmodium falciparum i Plasmodium vivax, dins els hematíes. El seu mecanisme d'acció és a través de la inhibició de l'enzim dihidrofolat reductasa, que està associat amb la reproducció intracel·lular del paràsit.
Els seus efectes secundaris inclouen la diarrea, restrenyiment, erupcions cutànies, pèrdua de cabell i picor. Com que la malària sol ser més greu a l'embaràs, el benefici ultrapassa el risc. Si es fa servir durant l'embaràs s'ha de prendre amb folat. El proguanil es converteix al fetge en el seu metabolit actiu, cycloguanil.
El proguanil s'ha estudiat des de 1945.